# Yasuji Kiyose
Yasuji Kiyose (清瀬保二 Kiyose Yasuji), 13 janvier 1900 – 14 septembre 1981, est un compositeur japonais. Il étudie la composition en cours privé avec Kōsaku Yamada et Kōsuke Komatsu et en 1930, prend une part active dans l'organisation du Shinkō Sakkyokuka Renmei (qui devient plus tard la section japonaise d l'ISCM).
En 1948, Kiyose prend Hiroyoshi Suzuki et Tōru Takemitsu pendant une courte période comme élèves en composition.
Sa musique intègre parfois des gammes pentatoniques japonaises et d'autres éléments du répertoire traditionnel japonais. Son élève le plus connu, Takemitsu, développe plus encore cette tendance dans un grand nombre de ses propres œuvres.

## Œuvres principales
- 1929 : Six Japanese Folk Songs from Shinano District pour voix et piano
- 1930 :Danses paysannes pour piano
- 1931 :Short Suite pour piano
- 1931/1934 :Compositions pour piano no 1
- 1932 : Danse au bord de la mer pour piano
- 1932 : Printemps sur les collines pour piano
- 1933 : Danses populaires pour piano
- 1934 : Deux danses pour piano
- 1935 : Petite suite pour piano
- 1936 : Danses de Ryūkyū pour piano
- 1937 : To Ancient Times pour orchestre
- 1937 : Scherzo pour deux pianos
- 1937/1940 : Compositions pour piano no 2
- 1942 : Japanese Festival Dance pour orchestre
- 1942 : Sonate pour violon no 1
- 1943 : Ballade pour piano
- 1947 : Quatre préludes pour piano
- 1948 : Sonate pour violon no 2
- 1949 : Trio à cordes
- 1950 : Sonate pour violoncelle
- 1950 : Sonate pour violon no 3
- 1952 :Quatuor à cordes en si bémol
- 1954 :Concerto pour piano
- 1954 : The March of Snake Festival pour chœur d'hommes et piano
- 1955 : Japanese Folk Songs pour violon et piano
- 1960 : Deux mouvements pour violon et Piano
- 1962 : Un soldat inconnu pour mezzo-soprano, ténor, chœur mixe et orchestre
- 1964 : Trio pour shakuhachi
- 1965 : Quintette pour 2 shakuhachi, 2 koto et jushichigen
- 1965 : Quatuor pour shakuhachi, 2 koto et jushichigen
- 1969 : Quatuor de flûtes à bec
- 1972 : Trio pour flûtes à bec

## Source de la traduction
- (en) Cet article est partiellement ou en totalité issu de l’article de Wikipédia en anglais intitulé « Yasuji Kiyose » (voir la liste des auteurs).